# Classe Isles
La classe Isles  est une classe de chalutiers militaires utilisée  durant la Seconde Guerre mondiale par la Royal Navy, la Marine royale canadienne, la Marine royale néo-zélandaise.

## Histoire
Cette classe est assez similaire à la classe Castle de la Première Guerre mondiale, mais un peu plus grand. Les chalutiers sont essentiellement utilisés pour le dragage de mines et la défense portuaire.

4 unités seront transformés en mouilleur de mines et porteront les noms de  HMS Blackbird (M15), HMS Dabchick (M22), HMCS Stonechat (M25) et HMCS Whitethroat (M03)

6 unités seront prêtées au Canada entre 1942 et 1945, et 5 à la Norvège de 1943 à 1945.
Après la fin du conflit, 6 unités servirent pour la Marine portugaise et 16 pour la Marine italienne. Deux unités seront acquises par l'Allemagne  pour la Bundesmarine.

## Chantiers navals
Royaume-Uni :
- Ardrossan Dockyard Company, Ardrossan
- George Brown & Company (Marine) Ltd., Greenock
- Cochrane & Sons, Ltd., Selby
- Cook, Welton & Gemmell Beverley
- John Crown & Sons Ltd River Wear Sunderland
- Ferguson Bros. Ltd., Port Glasgow
- Fleming & Ferguson, Paisley
- Goole Shipbuilding & Repair Company, Goole
- Alexander Hall & Company, Aberdeen
- Hall, Russell & Company, Aberdeen
- A. & J. Inglis, Glasgow
- John Lewis & Sons, Aberdeen
- Henry Robb Ltd., Leith
- Smiths Dock Company Ltd., Middlesbrough

Canada :
- Collingwood Shipyards, Collington
- Chantier maritime A.C. Davie Québec
- Kingston Shipyards Kingston (Ontario)
- Midland Shipyards Midland (Ontario)